# Synagoga w Kościerzynie
Synagoga w Kościerzynie – zbudowana w 1845 roku przy ówczesnej ulicy Psiej (obecnie ulica Tkaczyka) w pobliżu rynku. Podczas II wojny światowej, w 1939 roku, hitlerowcy doszczętnie zniszczyli synagogę. Po wojnie budynku synagogi nie odbudowano, a miejsce po niej do dziś pozostaje niezabudowane.